# 민응수
민응수(閔應洙, 1684년 ~ 1750년)는 조선 후기의 문신이며, 영조 때 우의정을 지냈다. 그리고 노론의 거두로 활약했다. 관찰사 민광훈의 증손이고, 대사헌 민시중의 손자이다. 인현왕후의 인척이기도 했다. 본관은 여흥. 자는 성보(聲甫), 호는 오헌(梧軒), 시호는 문헌(文憲)이다.

## 생애
주부와 이조정랑을 거쳐 신임사화 때 파직되었다가 영조 때 문과에 급제해 정언, 헌납, 사간, 필선, 보덕, 교리, 응교를 거쳐 동래부사로 외직에 나갔다가 정미환국 때 파직되지만 이후 충청도관찰사와 전라도관찰사를 거쳐 부제학, 대사간, 형조참판을 거쳐 강화유수로 외직에 나갔다가 이후 종성부사를 거쳐 예조참판으로 내직에 복귀해 대사성, 부제학을 거쳐 대사헌을 하다 경상도관찰사를 지내고 형조참판, 부제학을 지내고 경상도관찰사를 지낸 뒤 병조판서, 한성부판윤을 거쳐 평안도관찰사로 외직에 나갔다가 대사헌, 공조판서를 거쳐 수어사가 되고 연이어 이조판서를 거쳐 우참찬, 예조판서, 홍문관제학이 되었다가 연이어 예문관제학과 수어사를 거쳐 다시 예조판서, 지의금부사, 이조판서, 한성부판윤을 거쳐 동지경연사를 겸한 뒤 한성부판윤, 예문관제학, 형조판서, 이조판서를 하며 약원제조를 겸하고 수어사를 한 뒤 형조판서를 하고 이후 예조판서로 지경연사를 겸하다 수어사와 예조판서, 이조판서를 두루 거쳐 동지성균관사로 예조판서, 이조판서, 홍문관제학, 형조판서를 하며 지경연사를 겸하고 이후 호조판서를 거쳐 우의정까지 올랐다. 이후 판부사로 물러난 뒤 1750년, 사망한다.